# 共合镇
共合镇，是中华人民共和国黑龙江省绥化市海伦市下辖的一个乡镇级行政单位。

## 行政区划
共合镇下辖以下地区：
富众村、共合村、共祥村、主力村、拥军村、伏中村、共青团村、丰厚村、众平村、增产村和保安村。